# Horno gótico
Los hornos góticos son edificios de época gótica que se construyeron como hornos de pan en la zona de la actual provincia de Castellón.
Ejemplos de ellos son los de Forcall, Villafranca del Cid, Cabanes y San Mateo.

## Horno gótico de San Mateo
Es un edificio construido en el siglo XIV, de planta rectangular, con cubierta a dos aguas de teja árabe. 
El sistema estructural es de pórticos de un solo arco, paralelos a la fachada. Entre la fachada de la calle y la trasera que da a un patio, existían tres pórticos, situándose la bóveda del horno en la última crujía, dejándose un estrecho paso lateral para acceder al patio. Parece ser que obedecía al tradicional paso de los hornos medievales, que en este caso uniría la calle Historiador Betí con la calle Morella.
La fábrica es de mampostería y los arcos de dovelas toscamente trabajadas. 
En el año 1386 se concede a la Villa, por el maestre de Montesa Fr. Alberto de Thous, el establecimiento de hornos, siendo éste uno de los documentados. Este horno continúa utilizándose como tal, surtiendo de pan a una panadería sita en la calle Morella en la parte delantera del patio contiguo al horno.

## Horno gótico de Villafranca del Cid
Tiene una estructura similar al de San Mateo, con tres arcos góticos de menor altura y cubierta plana. Se accede a la sala gótica a través de dos arcos más modernos, sobre los cuales se encuentran las bóvedas que hay debajo de la plazuela de la iglesia. El horno, construido a finales del siglo XIII, propiedad de D. Blasco de Alagón, pasó posteriormente a la corona y fue donado por el rey Pedro IV en 1358 al médico Pere Ros, en agradecimiento por los servicios prestados en la peste negra. Una reproducción del documento de donación se encuentra expuesta en el pasillo de acceso al horno. En 1691 tomaron posesión de él los jurados de Villafranca tras la independencia de Morella. Pasó a manos privadas en 1860 a partir de una desamortización de bienes públicos. En la actualidad es propiedad de la cooperativa de turismo rural VILATUR. COOP.V que tiene en el horno un salón de usos múltiples para sus clientes. Se puede visitar con cita previa en la Oficina de Turismo de Vilafranca, teléfono 964441432, siempre que no esté ocupado por clientes.

## Horno gótico de Cabanes
Del siglo XIII, está situado en el casco antiguo. Fue entregado por Jaime I al obispo de Tortosa en la carta pobla de Cabanes, junto con los molinos de harina y herrerías. Está declarado como bien de relevancia local, restaurado y habilitado como casa rural  (El Forn del Sitjar).